# Amy Sky
Amy Sky (Toronto, 24 settembre 1960) è una cantautrice canadese.

## Biografia
Amy Sky ha avviato la sua carriera musicale a fine anni '80 con l'album A Breath of Fresh Air, che doveva inizialmente essere pubblicato nel 1989, ma che non ha visto la luce fino al 2010. Il suo vero debutto è stato nel 1996 con Cool Rain, che le ha fruttato due candidature ai Juno Awards per il miglior artista esordiente e per la miglior cantautrice. Per il suo secondo album Ordinary Miracles è stata nuovamente nominata come cantautrice dell'anno ai Juno del 1999.
Oltre che per i suoi stessi dischi, Amy Sky ha scritto testi e musiche anche di canzoni incluse negli album di altri artisti, fra cui Belinda Carlisle, Sheena Easton, Lara Fabian, Cyndi Lauper, Reba McEntire, Jennifer Rush e Olivia Newton-John. Con quest'ultima e Beth Nielsen Chapman ha realizzato l'album collaborativo Liv On nel 2016.

## Discografia

### Album in studio
- 1996 – Cool Rain
- 1998 – Ordinary Miracles
- 1998 – Burnt by the Sun
- 2000 – Phenomenal Woman
- 2003 – With This Kiss
- 2006 – Songs for Sunset (con Tara MacLean)
- 2006 – Christmas Harmony (con Tara MacLean e Wanda Reid)
- 2008 – A Breath of Fresh Air
- 2008 – The Lights of December
- 2009 – Sisterhood: Songs for Sharing (con Tara MacLean)
- 2012 – Alive & Awake
- 2013 – Forever Blue
- 2013 – First Dance Favorites
- 2013 – Namaste
- 2016 – Twilight Rose
- 2016 – Liv On (con Olivia Newton-John e Beth Nielsen Chapman)

### Raccolte
- 2006 – Life Lessons - The Best of Amy Sky
- 2007 – With This Kiss (A Romance Collection)

### Singoli
- 1993 – Exchange (con Marc Jordan)
- 1996 – Don't Leave Me Alone
- 1996 – I Will Take Care of You
- 1997 – Til You Love Somebody
- 1997 – If My Heart Had Wings
- 1998 – Love, Pain and the Whole Damn Thing
- 1998 – Waterfall
- 1999 – Heaven (Opened Up Its Doors)
- 1999 – Ordinary Miracles
- 2000 – Phenomenal Woman
- 2001 – I Believe in Us
- 2003 – Everything Love Is (con Marc Jordan)
- 2005 – Let It Shine
- 2013 – On a Day Like Today
- 2016 – Kaddish
- 2016 – Powerful
- 2017 – Free